# Timur Sabirov

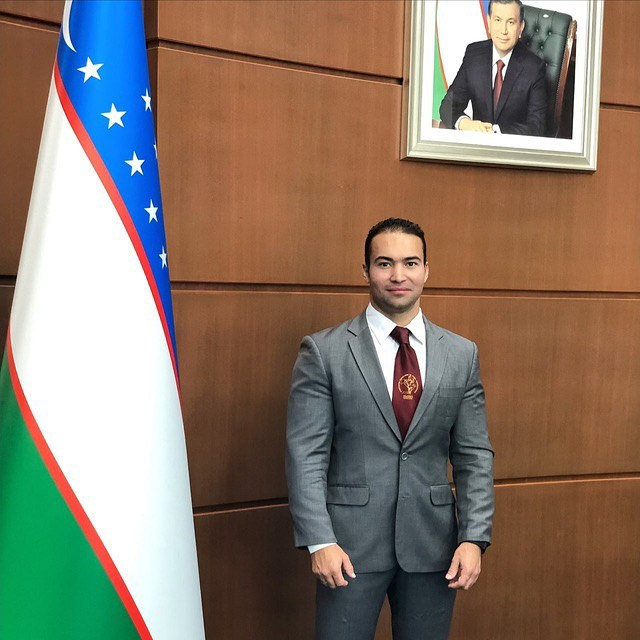
Timur Sabirov als Vizepräsident der UsBF

Timur Sabirov (russisch Тимур Сабиров, * 1. Januar 1986 in Taschkent, Usbekistan) ist der Vizepräsident der Bodybuilding- und Fitnessföderation Usbekistan, Vorstandsmitglied und Schirmherr der Asian Bodybuilding and Physique Sports Federation (ABBF) und ein ehemaliger professioneller Bodybuilder.

## Leben
Timur Sabirov wurde in Taschkent, Usbekistan geboren. Er begann seine Bodybuilding-Karriere Anfang 2000 und war Meister Usbekistans im Bodybuilding 2007 und 2008 und Gewinner der offenen Meisterschaft Kasachstans 2008. Nach Beendigung seiner professionellen Karriere im Bodybuilding wurde er zum Vizepräsidenten der „Bodybuilding and Fitness Federation of Usbekistan“ gewählt.

## Sportkarriere
| Jahr | Wettbewerb                                 | Ergebnis |
| ---- | ------------------------------------------ | -------- |
| 2007 | Usbekistan Open Championship               | 1. Platz |
| 2008 | Usbekistan Open Championship               | 1. Platz |
| 2008 | Zentralasien- und Kasachstan-Meisterschaft | 3. Platz |

Als Vizepräsident begann er mit der Organisation großer Sportveranstaltungen, darunter der „World Cup Power Extreme“ 2011 und 2012, das Bodybuilding-Showturnier „Night of Champions – 2011“, die „49. Asian Bodybuilding and Physique Championships“, die „12. World Bodybuilding and Physique Sports Championships“ und viele andere nationale Turniere. Darunter der Power Extreme World Cup 2011-2015, das Bodybuilding Show-Turnier „Night of Champions - 20011-2014“, die Asian Bodybuilding and Fitness Championship 2015.